# 10종 경기 대한민국 기록 추이
10종 경기 대한민국 기록 추이는 다음과 같다.
| #         | 기록   | 차이     | 선수   | 소속         | 날짜         | 대회명                                         | 개최지        | 경기장             | 주석 및 기타              | 동영상 |
|           | 6227점 | +        | 김병윤 | 부산위생     | 1970. 06. 28 | 아시아 경기 대회 파견 육상 선수 최종 선발 대회 | 대한민국 서울 | 서울 운동장        | 종전 6180점               |        |
|           | 6444   |          | 김병윤 |              | 1973. 10. 14 | 제54회 전국 체육 대회                          | 대한민국 부산 |                    | 종전 6321,                |        |
|           | 6548점 | +        | 김병윤 | 영남대       | 1974         |                                                |               |                    |                           |        |
|           | 6596점 | + 48점   | 김병윤 |              | 1975. 6. 14  | 제2회 아시아육상경기선수권대회                 | 대한민국 서울 |                    | 4위                       |        |
|           | 6714점 | - 1.7초  | 김병윤 | 대구은행     | 1975         |                                                |               |                    | 종전 6548점(연도공인기록) |        |
|           | 6725   | + 11점   | 이채홍 | 영남대       | 1977. 10. 29 | 제31회 전국 남녀 육상 선수권 대회              | 대한민국 서울 | 서울운동장         | 종전 6714                 |        |
|           | 6823   | + 98점   | 이채홍 | 원호단       | 1979. 04. 15 | 아시아 육상 대회 파견 선수 최종 선발전         | 대한민국 서울 | 서울운동장         | [ 7 ]                     |        |
|           | 6989   |          | 박현권 |              | 1984. 10. 12 | 제65회 전국 체육 대회                          | 대한민국 대구 |                    | 종전 6848점               |        |
| 규정 변경 |        |          |        |              |              |                                                |               |                    |                           |        |
|           | 7004   |          | 박형권 | 상무         | 1985. 06. 16 | 제39회 전국 육상 선수권 대회                   | 대한민국 서울 | 올림픽 주경기장    | 종전 6861점               |        |
|           | 7322   | + 318점  | 박영준 |              | 1986. 07. 27 | 제7회 비호기 전국 육상 대회                    | 대한민국 서울 | 올림픽 주경기장    | [ 10 ]                    |        |
|           | 7395   | + 73점   | 김태근 | 경성대       | 1991. 06. 09 | 제45회 전국 육상 선수권 대회                   | 대한민국 서울 | 올림픽 주경기장    |                           |        |
|           | 7611   | +        | 김태근 | 영창악기     | 1994. 06. 18 | 제48회 전국 육상 선수권 대회                   | 대한민국 서울 | 올림픽 주경기장    | 종전 7535점               |        |
|           | 7651   | + 02점 * | 김태근 | 상무         | 1995. 06. 17 | 제49회 전국 육상 경기 선수권 대회              | 대한민국 서울 | 올림픽 주경기장    | 종전 7649 94년 김태근     |        |
|           | 7675   | + 24점   | 김건우 | 인천남동구청 | 2003. 08. 29 | 제22회 하계 유니버시아드 육상                  | 대한민국 대구 | 대구 월드컵 경기장 |                           |        |
|           | 7774   | + 99점   | 김건우 | 국군체육회   | 2005. 06. 04 | 제59회 전국 육상 선수권 대회                   | 대한민국 대구 | 대구 월드컵 경기장 |                           |        |
|           | 7824   | + 50점   | 김건우 | 포항시청     | 2006. 05. 26 | 제60회 전국 육상 경기 선수권 대회              | 대한민국 공주 |                    |                           |        |
|           | 7860   | + 36점   | 김건우 | 포항시청     | 2011. 08. 28 | 제13회 세계 육상 선수권 대회                   | 대한민국 대구 | 대구 스타디움      |                           |        |

## 같이 보기
- 10종 경기 세계 기록 추이